# Biểu tình George Floyd
Các cuộc biểu tình George Floyd là một loạt các cuộc biểu tình phản đối sự bạo hành của cảnh sát và phân biệt chủng tộc bắt đầu tại Minneapolis, Hoa Kỳ từ ngày 26 tháng 5 năm 2020. Biểu tình và bạo loạn dân sự nổ ra là một phần của phản ứng trước vụ ám sát George Floyd, một người đàn ông người Mỹ gốc Phi 46 tuổi bị giết trong lúc bị bắt giữ sau khi Derek Chauvin, một sĩ quan Sở Cảnh sát Minneapolis, đè gối lên cổ Floyd trong 9 phút và 29 giây trong khi ba sĩ quan khác theo dõi và không cho người đi đường can thiệp. Chauvin và ba viên cảnh sát kia bị bắt giữ không lâu sau đó. Ngày 20 tháng 4 năm 2021, Chauvin bị kết tội vô ý giết người cấp độ hai, giết người cấp độ ba, và ngộ sát cấp độ hai.
Biểu tình cục bộ nổ ra ở trung tâm Minneapolis–Saint Paul thuộc Minnesota rồi nhanh chóng lan ra toàn quốc và hơn 2.000 thành phố và thị trấn thuộc hơn 60 quốc gia để ủng hộ cho phong trào Black Lives Matter (BLM). Các khảo sát vào mùa hè năm 2020 ước tính có khoảng 15 triệu đến 26 triệu người đã từng tham gia biểu tình tại Hoa Kỳ, khiến đây trở thành cuộc biểu tình lớn nhất lịch sử nước Mỹ.
Trong khi đa số các cuộc biểu tình diễn ra ôn hòa, biểu tình ở một số thành phố leo thang thành bạo loạn, cướp bóc, và đụng độ với cảnh sát và lực lượng chống biểu tình. Một số cảnh sát phản ứng bằng bạo lực, bao gồm đối với các phóng viên. Đến đầu tháng 6 năm 2020, ít nhất 200 thành phố ở Mỹ đã áp đặt lệnh giới nghiêm, trong khi hơn 30 bang và Washington, D.C. kích hoạt hơn 96.000 lính Vệ binh Quốc gia, Vệ binh Tiểu bang, Sư đoàn Không vận 82, và Trung đoàn Bộ binh 3. Việc triển khai binh lính, cộng với lực lượng đã được huy động liên quan đến đại dịch COVID-19 và các thiên tai khác, khiến đây trở thành hoạt động quân sự ngoài chiến tranh lớn nhất lịch sử Hoa Kỳ. Đến cuối tháng 6, ít nhất 14.000 người đã bị bắt giữ. Ước tính sau này cho thấy giữa 26 tháng 5 và 22 tháng 8, khoảng 93% các cuộc biểu tình riêng lẻ là "ôn hòa và không gây thiệt hại", trong khi tờ The Washington Post ước tính đến cuối tháng 6 có 96,3% trong số 7.305 các cuộc biểu tình không có thiệt hại về người hay tài sản. Mặc dù vậy, đốt phá, phá hoại và cướp bóc từ 26 tháng 5 đến 8 tháng 6 ước tính đã làm tổn hại khoảng 1 đến 2 tỷ đô la—tổn thất lớn nhất do bạo loạn dân sự trong lịch sử Hoa Kỳ, "phá vỡ kỷ lục tại Los Angeles năm 1992 sau sự tha bổng của các sĩ quan cảnh sát đã đánh chết Rodney King."
Cuộc biểu tình đã thúc đẩy việc xem lại bất bình đẳng sắc tộc ở Hoa Kỳ và đã dẫn đến nhiều đề xuất lập pháp ở mức độ liên bang, tiểu bang và thành phố để chống lại phân biệt chủng tộc có hệ thống, miễn trừ đủ điều kiện và sự bạo hành của cảnh sát tại Hoa Kỳ, trong khi chính quyền tổng thống Trump nhận nhiều chỉ trích vì phát ngôn cứng rắn và phản ứng hung hăng, quân sự. Cuộc biểu tình gây ra một làn sóng dỡ bỏ tượng đài và đổi tên khắp thế giới. Cuộc biểu tình diễn ra giữa đại dịch COVID-19 trên toàn cầu và giai đoạn bầu cử tổng thống Hoa Kỳ, 2020. Các cuộc biểu tình địa phương diễn ra trong suốt năm 2020, chủ yếu tại Quảng trường George Floyd, và tiếp tục qua năm 2021.
Giới chức địa phương tại Minneapolis–Saint Paul chuẩn bị cho tình huống bạo loạn tiếp diễn trong năm 2021 với việc xét xử bốn sĩ quan cảnh sát chịu trách nhiệm cho cái chết của Floyd diễn ra vào tháng 3.

## Bối cảnh

### Cảnh sát bạo hành tại Hoa Kỳ
Các trường hợp cảnh sát bạo hành và lạm dụng vũ lực dẫn đến chết người của các sĩ quan tại Hoa Kỳ từ lâu đã là nguyên nhân cho nhiều phong trào quyền công dân để biểu tình chống lại sự thiếu trách nhiệm cảnh sát trong những sự việc sử dụng vũ lực như thế. Cuộc bạo loạn Watts năm 1965 là lời đáp lại bạo lực của cảnh sát gây ra cái chết của 34 người, phần lớn là người Mỹ gốc Phi. Bạo loạn Los Angeles 1992 diễn ra sau khi những cảnh sát tham gia vào vụ đánh đập Rodney King được tha bổng. Trong thời gian gần đây có vụ bắn chết Michael Brown năm 2014 tại Ferguson, Missouri, sự thiếu trách nhiệm gây nên cái chết của Freddie Gray tại Baltimore năm 2015, vụ bắn chết Philando Castile 2016. và vụ bắn chết Justine Damond tại Minnesota và cái chết của Eric Garner năm 2014 tại Thành phố New York, người đã nói "Tôi không thể thở" giống George Floyd. Năm 2020, cái chết của Breonna Taylor tại tiểu bang Kentucky do cảnh sát gây ra tại căn hộ của cô trở thành tâm điểm chú ý.

### Đại dịch COVID-19
Các biện pháp trước đại dịch COVID-19 lây lan, bao gồm việc đóng cửa những cửa hàng không thiết yếu và lệnh ở nhà, đã có tác động kinh tế và xã hội lớn lên người dân Hoa Kỳ khi mà hàng triệu người thất nghiệp và dễ tổn thương về mặt kinh tế. Keith Ellison, Tổng Chưởng lý Minnesota, cho rằng mọi người "đã bị giam cầm suốt hai tháng, và giờ họ được một nơi khác. Họ không biết mệt. Một số đã thất nghiệp, một số không có tiền thuê nhà, và họ đang tức giận, họ đang thất vọng".
Vào tháng 4 biểu tình chống phong tỏa diễn ra tại một số tiểu bang ở Hoa Kỳ, bao gồm Minnesota, khiến một số thống đốc tiểu bang dỡ bỏ hạn chết và bắt đầu "mở cửa lại đất nước".

### Cái chết của George Floyd

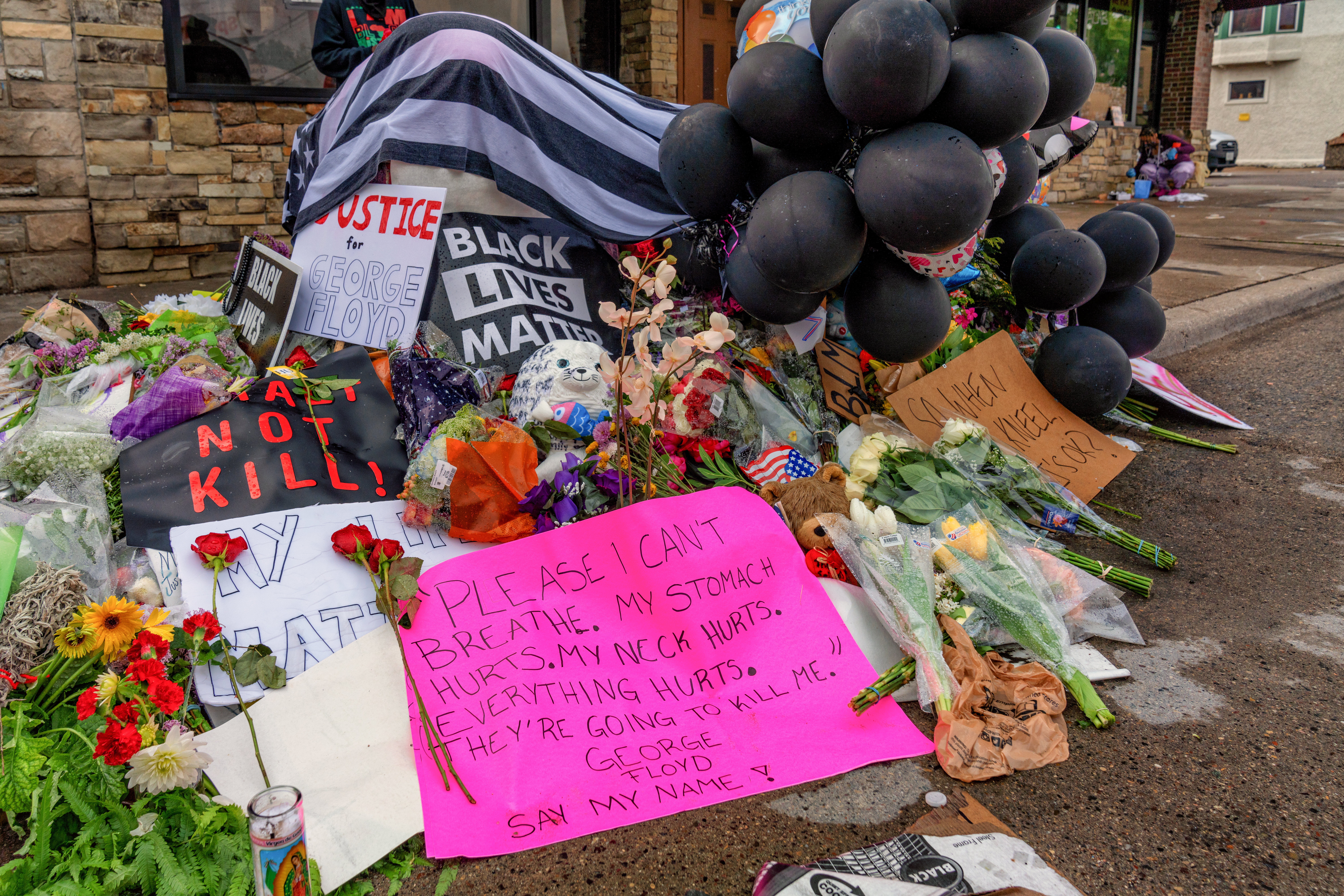
Tưởng niệm tại địa điểm xảy ra cái chết của Floyd

Theo thông tin của cảnh sát, ngày 25 tháng 5 năm 2020, lúc 8:08 tối CDT, các sĩ quan Sở Cảnh sát Minneapolis (MPD) nhận một cuộc gọi 9-1-1 về một "làm tiền giả đang diễn ra" ở Đại lộ Chicago tại Powderhorn, Minneapolis. Sĩ quan MPD Thomas K. Lane và J. Alexander Kueng đến hiện trường với máy quay cơ thể bật sẵn. Một nhân viên cửa hàng nói các sĩ quan về người đàn ông trong chiếc xe gần đó. Sĩ quan tiếp cận chiếc xe và yêu cầu George Floyd, một người Mỹ gốc Phi 46 tuổi mà theo cảnh sát "trông có vẻ như đang say xỉn", rời khỏi xe, khiến anh "chống cự lại". Theo MPD, các sĩ quan đã "còng tay nghi phạm, và nhận thấy anh ta có vẻ đang chịu vấn đề về sức khỏe. Các sĩ quan cho gọi một xe cứu thương". Khi Floyd đã bị còng tay, anh và Sĩ quan Lane đi đến vỉa hè. Floyd ngồi trên mặt đường theo chỉ dẫn của Sĩ quan Lane. Trong một cuộc trò chuyện ngắn, người sĩ quan hỏi tên và giấy tờ của Floyd, giải thích rằng anh đang bị bắt vì sử dụng tiền giả, và hỏi nếu anh có đang "toan tính gì không". Theo báo cáo của MPD, các sĩ quan Kueng và Lane định đưa Floyd vào xe cảnh sát, nhưng lúc 8:14 tối cơ thể Floyd cứng lại và ngã xuống đất. Không lâu sau đó, Sĩ quan MPD Derek Chauvin và Tou Thao đến hiện trường bằng một chiếc xe khác. Các sĩ quan cố đưa Floyd vào xe nhưng không thành công.
Lúc này vẫn đang bị còng tay, Floyd nằm úp mặt xuống đất. Sĩ quan Kueng giữa lưng của Floyd và Lane giữ chân anh. Chauvin đặt gối trái của mình lên cổ và đầu của Floyd. Một livestream Facebook Live quay bởi một người đi đường cho thấy Sĩ quan Derek Chauvin quỳ lên cổ của Floyd. Floyd liên tục nói Chauvin "Please" và "Tôi không thể thở", trong khi một người đi đường nói sĩ quan, "Anh ta nằm xuống rồi. Để anh ấy thở đi". Sau một lúc, một người đi đường chỉ ra Floyd đang chảy máu mũi trong khi một người khác nói cảnh sát rằng Floyd "còn không chống cự bị bắt giữ nữa", nhưng cảnh sát trả lời rằng Floyd đang "nói, anh ấy vẫn ổn". Một người qua đường nói Floyd "không hề ổn", và một người khác phản đối việc cảnh sát không cho Floyd thở, giục họ "cho anh ấy đứng lên... Mấy anh có thể đưa anh ta vào xe được rồi. Anh ấy không chống cự hay gì cả". Floyd sau đó trở nên im lặng và bất động. Chauvin không rời đầu gối mình cho đến khi xe cứu thương đến. Dịch vụ y tế khẩn cấp đưa Floyd lên cán. Chauvin đã quỳ lên cổ Floyd trong khoảng bảy phút (gồm bốn phút sau khi Floyd ngưng di chuyển) nhưng một video khác cho thấy hai sĩ quan khác cũng quỳ lên Floyd.

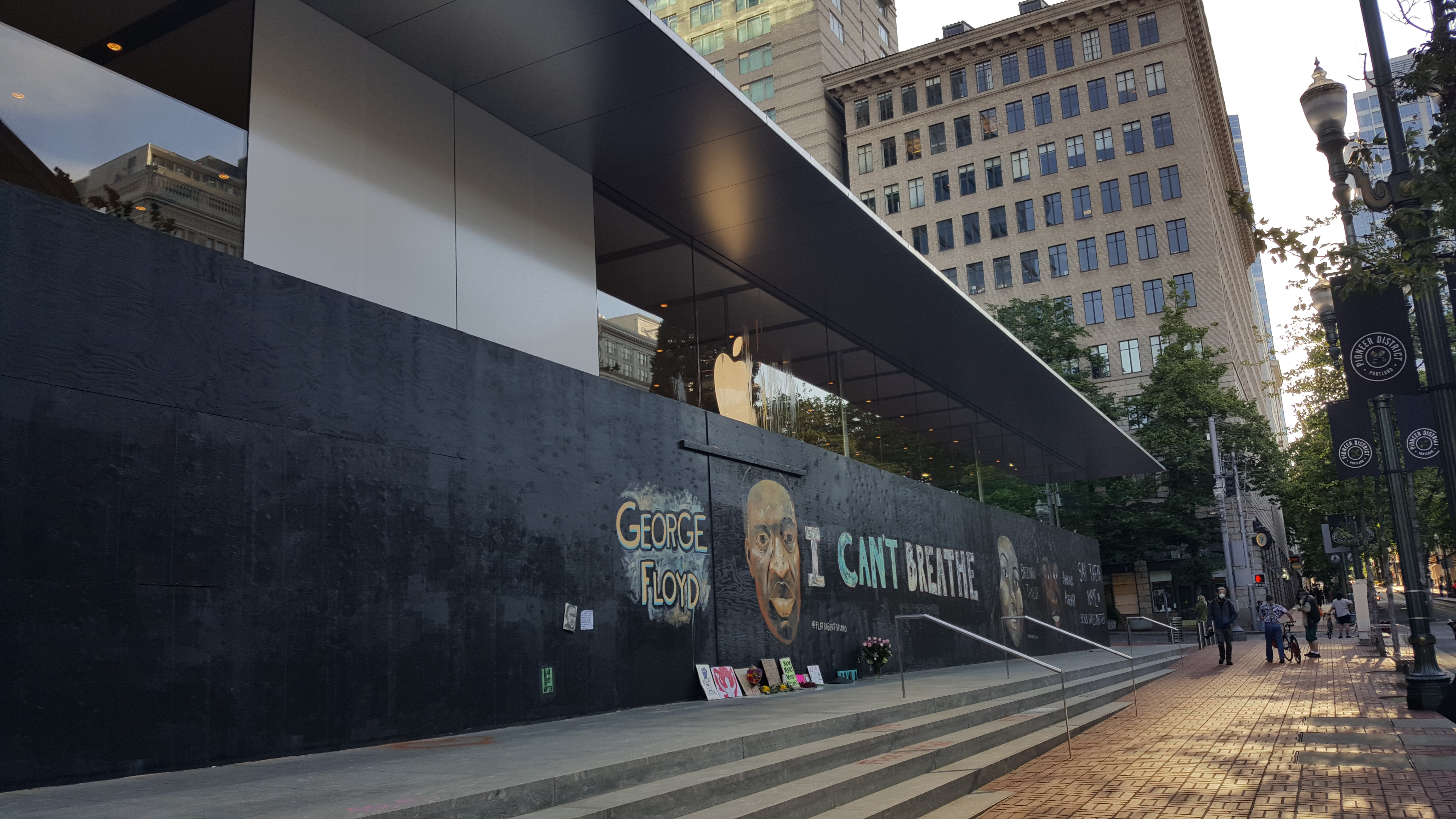
Tranh tường George Floyd làm bởi người biểu tình ở Portland, Oregon

Mặc dù báo cáo của cảnh sát khẳng định cấp cứu được gọi trước khi Floyd bị còng tay, theo tờ Star Tribune của Minneapolis, dịch vụ y tế khẩn cấp đến hiện trường sáu phút sau khi được gọi. Các y bác sĩ không tìm thấy mạch, và Floyd được xác nhận tử vong ở bệnh viện. Khám nghiệm tử thi của Floyd được tiến hành ngày 26 tháng 5, và vào ngày tiếp theo, báo cáo sơ bộ được Văn phòng Giám định Y khoa Hạt Hennepin công bố, trong đó "không tìm thấy bằng chứng vật lý nào cho thấy ngạt do chấn thương hoặc bóp cổ". Floyd có tiền sử bệnh động mạch vành và tim tăng huyết áp. Báo cáo ban đầu nói rằng "tác động của việc Floyd bị áp giữ bởi cảnh sát, tiền sử bệnh tễ của anh và bất kỳ chất gây say nào trong người anh nhiều khả năng đã góp phần vào cái chết của anh". Nhân viên khám nghiệm còn cho biết Floyd "đang phê fentanyl và từng dùng methamphetamine không lâu trước khi chết".
Ngày 26 tháng 5, Chauvin cùng ba sĩ quan khác bị sa thải. Anh bị truy tố tội ngộ sát cấp độ hai và giết người cấp độ ba; sau đó được nâng lên thành giết người cấp độ hai.
Ngày 1 tháng 6, một cuộc khám nghiệm tử thi riêng yêu cầu bởi gia đình của Floyd đã kết luận Floyd bị giết và chết vì ngạt thở do áp lực kéo dài, mâu thuẫn với báo cáo khám nghiệm trước đó. Shortly after, the official post-mortem declared Floyd's death a homicide. Video quay Sĩ quan Derek Chauvin dùng gối để đè lên cổ Floyd trong 8 phút 15 giây nhận được sự chú ý của cả thế giới và dấy lên câu hỏi về vấn đề sử dụng vũ lực bởi cơ quan hành pháp.

## Biểu tình

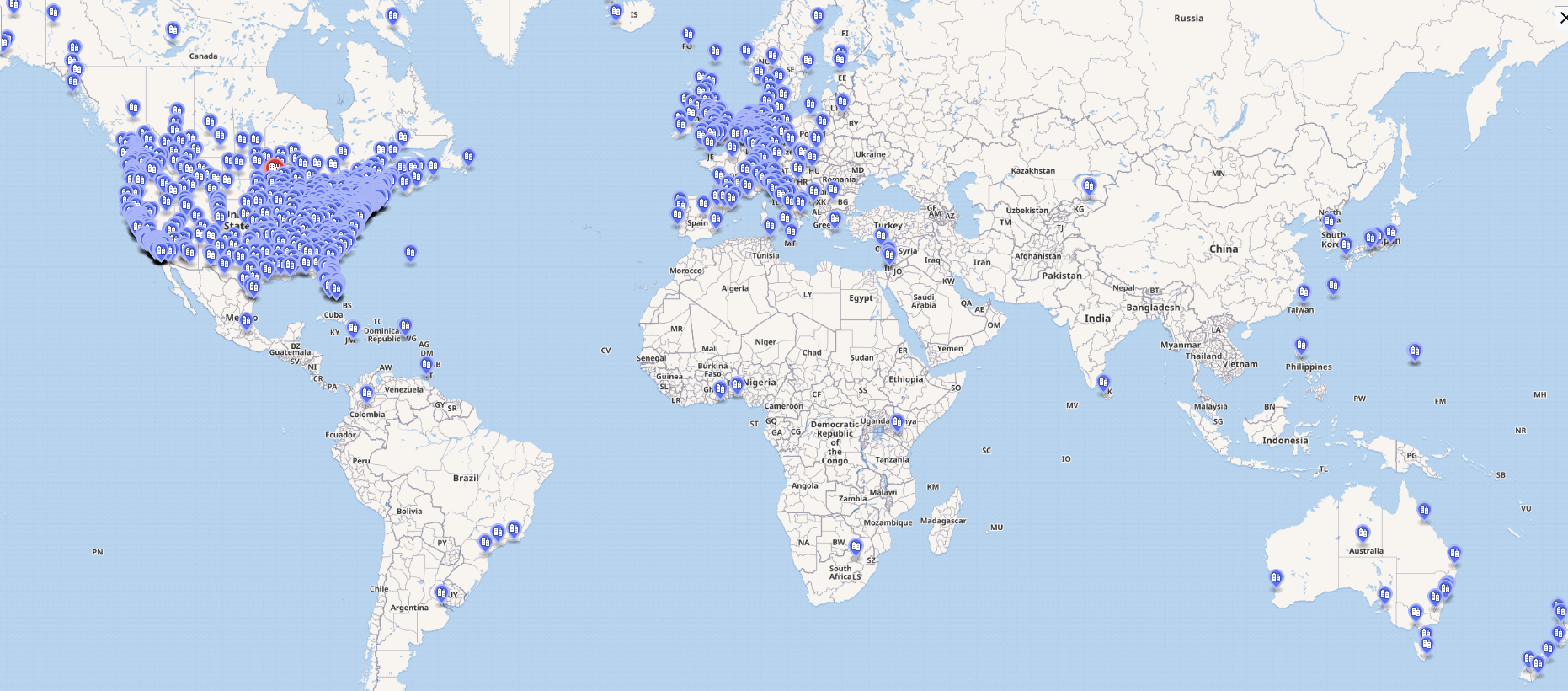
Bản đồ các cuộc biểu tình trên thế giới với hơn 100 người tham gia. Minneapolis-St. Paul được tô màu đỏ. (nhấn để xem phiên bản tương tác của bản đồ)

### Ở Minneapolis–Saint Paul
Biểu tình có tổ chức bắt đầu tại Minneapolis ngày 26 tháng 5, một ngày sau cái chết của George Floyd và một video vụ việc được lan truyền rộng rãi trong truyền thông. Đến trưa, hàng ngàn người đã tụ tập tại nơi Floyd chết và dựng một bia tưởng niệm tạm thời. Những người tổ chức cuộc diễu hành nhấn mạnh việc giữ cho cuộc biểu tình ôn hòa. Người biểu tình và gia đình của Floyd yêu cầu cả bốn viên cảnh sát có mặt khi anh bị bắt giữ bị kết án giết người và công lý được thực thi. Tối hôm đó, đoàn biểu tình diễu hành đến khuôn viên thứ ba của Sở Cảnh sát Minneapolis, được cho là nơi các sĩ quan cảnh sát làm việc. Sau khi nhóm biểu tình chính giải tán vào tối ngày 26 tháng 5, một nhóm gồm hàng trăm người phun sơn lên tòa nhà, ném đá và chai, làm vỡ một cửa sổ và phá hoại một chiếc xe cảnh sát. Đám đông sớm trở nên bạo loạn. Đến khoảng 8 giờ tối, cảnh sát bắn hơi cay và đạn cao su vào đoàn người biểu tình, một số người đã ném chai nước vào các sĩ quan cảnh sát.
Trong những ngày tiếp theo, biểu tình diễn ra ở nhiều địa điểm khắp khu vực metro của Minneapolis–Saint Paul. Tình hình trở nên căng thẳng vào đêm ngày 27 đến 29 tháng 5 khi mà đốt phá, bạo loạn và cướp bóc diễn ra, trái ngược với các cuộc biểu tình ban ngày hầu như ôn hòa. Một số hành động phá hoại tài sản bắt đầu ngày 27 tháng 5 bởi một người đàn ông 32 tuổi có liên hệ với các tổ chức da trắng thượng đẳng, người mà các cảnh sát địa phương nói là đã khơi mào căng thẳng sắc tộc, dẫn đến một loạt các vụ cháy và cướp giật. Cuộc bạo loạn, bao gồm việc người dân chiếm lấy và phóng hỏa khuôn viên thứ ba của Sở Cảnh sát Minneapolis ngày 28 tháng 5, thu hút sự quan tâm của truyền thông quốc gia và quốc tế. Sau khi quan chức của bang huy động Vệ binh Quốc gia Minnesota với số lượng lớn nhất kể từ Chiến tranh thế giới thứ hai, các cuộc bạo loạn tắt dần và chủ yếu chỉ còn lại biểu tình ôn hòa. Tuy vậy, đến đầu tháng 6 năm 2020, bạo lực đã khiến hai người chết, 604 người bị bắt giữ, và hơn 500 triệu đô la Mỹ tài sản bị phá hoại tại 1.500 địa điểm, khiến đây trở thành giai đoạn bạo loạn địa phương lớn thứ hai lịch sử Hoa Kỳ, sau cuộc bạo loạn Los Angeles 1992.
Tại Minneapolis, phong trào biểu tình sau cái chết của George Floyd tập trung ở giao lộ Đường 38 phía đông và Đại lộ Chicago, nơi anh bị giết. Người biểu tình dựng rào chắn và biến khu vực này thành một địa điểm tưởng niệm tạm thời, trang trí bằng các tác phẩm nghệ thuật công cộng và được mô ta giống như một "ngôi đền". Hàng ngàn người tham quan đã biểu tình và tưởng niệm ở đây. Khi giới chức thành phố Minneapolis dự định đàm phán việc mở lại giao lộ vào tháng 8 năm 2020, người biểu tình đưa ra 24 yêu cầu trước khi dỡ rào chắn, bao gồm việc xét xử bốn viên cảnh sát tại hiện trường cái chết của Floyd. Tình hình vẫn tiếp diễn vào tháng 1 năm 2021.

### Ở những nơi khác tại Hoa Kỳ

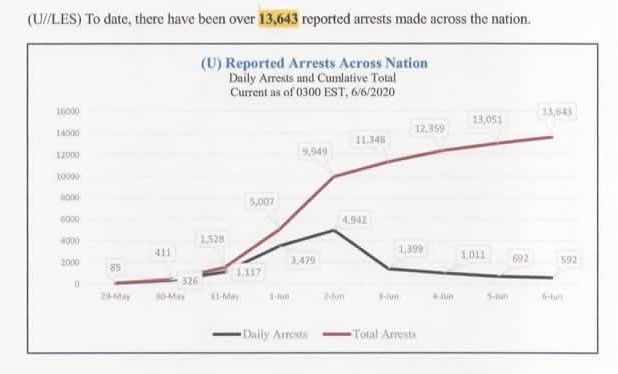
Các vụ bắt giữ liên quan đến biểu tình George Floyd theo ghi nhận của Bộ Tư pháp hoặc FBI tính đến ngày 6 tháng 6 năm 2020

Biểu tình bên ngoài khu vực Minneapolis lần đầu được ghi nhận ngày 27 tháng 5 tại Memphis và Los Angeles. Không rõ liệu các cuộc biểu tình liên quan đến video cái chết của George Floyd hay cái chết của một loạt người Mỹ gốc Phi trước đó, như Ahmaud Arbery tại Atlanta ngày 23 tháng 2 và Breonna Taylor ở Louisville ngày 13 tháng 3. Đến ngày 28 tháng 5, biểu tình đã nổ ra ở một số thành phố lớn của Hoa Kỳ và số người biểu tình tiếp tục tăng. Đến tháng 6, biểu tình đã lan ra tất cả các bang của Hoa Kỳ. Ít nhất 200 thành phố đã áp đặt lệnh giới nghiêm và ít nhất 27 bang và Washington, D.C. kích hoạt hơn 62.000 lính Vệ binh Quốc gia nhằm chống lại cuộc bạo loạn.
Ở Seattle, từ đầu tháng 6, người biểu tình chiếm giữ một khu vực rộng vài block thành phố, tuyên bố đó là Khu Tự trị Capitol Hill, nơi mà theo những người biểu tình "cảnh sát bị cấm, đồ ăn miễn phí và phim tài liệu được chiếu mỗi đêm". Ngày 11 tháng 6, Tổng thống Trump kêu gọi thị trưởng Jenny Durkan và thống đốc Jay Inslee "lấy lại thành phố của bạn", và ám chỉ, theo Durkan, khả năng một phản ứng quân sự.
Ngày 3 tháng 6, khi các cuộc biểu tình tiếp tục diễn ra, CEO của Twitter Jack Dorsey khuyến khích người dùng tải ứng dụng nhắn tin mã hóa đầu cuối (E2EE) Signal.
Ngày 6 tháng 6, ước tính nửa triệu người đã tham gia biểu tình tại 550 địa điểm trên khắp nước Mỹ. Đến ngày 11 tháng 6, tờ The New York Times ghi nhận người tổ chức biểu tình dựa vào ứng dụng E2EE "để đưa ra kế hoạch và xây dựng chiến lược để đối phó với khả năng bị bắt giữ" và số lượt tải về đã "tăng vọt" khi người dân sử dụng nó để giao tiếp sau khi nhận thức về sự theo dõi của cảnh sát. Trong tuần đầu tiên của tháng 6, số lượt tải về ứng dụng nhắn tin mã hóa Signal nhiều gấp năm lần tuần trước cái chết của George Floyd. Citizen, một ứng dụng an toàn cộng đồng, cũng nhận được nhiều lượt tải về.

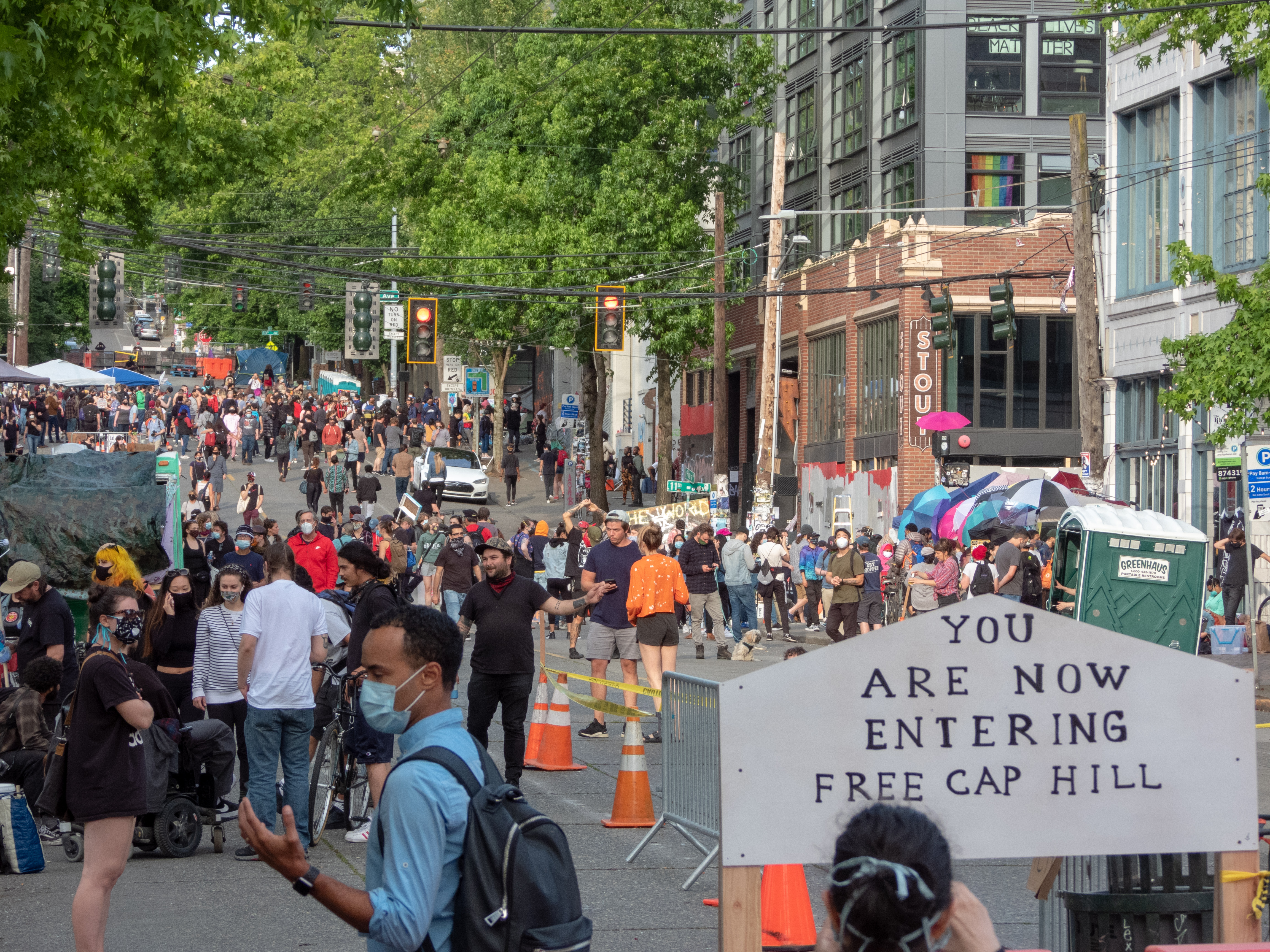
Ngày 8 tháng 6, Khu Tự trị Capitol Hill không có cảnh sát được thiết lập tại vùng Capitol Hill ở Seattle

Ngày 10 tháng 6, hàng ngàn trường đại học, viện khoa học, các cơ quan chuyên ngành và nhà xuất bản khắp thế giới ngừng hoạt động để cho các nhà nghiên cứu thời gian suy nghĩ và hành động về phân biệc chủng tộc trong giới học thuật. Các tổ chức tham gia ngày #ShutDownSTEM bao gồm Nature Research, Viện Công nghệ Massachusetts và Hội Vật lý Hoa Kỳ.
Ngày 14 tháng 6, khoảng 15.000 người tụ tập bên ngoài Bảo tàng Brooklyn tại Grand Army Plaza cho cuộc Diễu hành Tự do, một cuộc biểu tình im lặng để phản đối cảnh sát bạo hành và bạo lực chống lại phụ nữ chuyển giới da màu. Trước sự thờ ơ của giới truyền thông về cái chết của Nina Pop, người bị đâm ở Sikeston, Missouri ngày 3 tháng 5 và Tony McDade, người bị bắn bởi cảnh sát tại Tallahassee, Florida ngày 27 tháng 5, nghệ sĩ West Dakota và drag queen Merrie Cherry, quyết định tổ chức một cuộc biểu tình im lặng, giống với cuộc Diễu hành Im lặng của NAACP năm 1917. Cuộc diễu hành nhận được sự chú ý của truyền thông, trở thành một trong những cuộc biểu tình ôn hòa lớn nhất lịch sử thành phố New York.
Ngày 19 tháng 6, Juneteenth, Liên hiệp Kho hàng và Bờ biển Quốc tế (ILWU) đóng cửa các cảng biển ở Bờ Tây để ủng hộ biểu tình. Một nhà giáo dục từ Đại học Washington nói rằng liên hiệp có lịch sử biểu tình và chính trị cánh tả ngay từ khi thành lập: "[ILWU] hiểu rằng sự chia rẽ sắc tộc chỉ mang lợi cho người chủ, vì nó tác động đến nỗ lực hợp tác và đoàn kết của công nhân". UAW cũng kêu gọi thành viên tham gia biểu tình bằng cách ngừng làm việc trong 8 phút 46 giây, khoảng thời gian mà Chauvin được cho là đã đè gối lên cổ của Floyd.
Ngày 17 tháng 6, đáp lại các cuộc biểu tình, ba kế hoạch cải tổ cảnh sát của đảng Cộng hòa, đảng Dân chủ và Nhà Trắng được đề xuất nhằm giải quyết tình trạng sử dụng bạo lực của cảnh sát và giới hành pháp.. Ngày 25 tháng 6, NPR ghi nhận khả năng các kế hoạch này được thông qua là không nhiều vì chúng bị "cắt gọn bởi thiếu sự nhất trí giữa hai đảng [và] vấn đề nhiều khả năng bị chặn đứng, có thể là đến khi kết thúc bầu cử".
Tính đến ngày 3 tháng 7, biểu tình vẫn tiếp tục, và đã xuất hiện ở hơn 40% các hạt của Hoa Kỳ. Khảo sát ước tính có khoảng từ 15 đến 26 triệu người đã tham gia, khiến đây trở thành cuộc biểu tình có quy mô lớn nhất lịch sử nước Mỹ.
Ngày 20 tháng 7, Strike for Black Lives, một cuộc bãi công quy mô lớn nhằm xây dựng nhận thức về nạn phân biệt chủng tộc có hệ thống, gồm hàng ngàn công nhân khắp nước Mỹ dừng làm việc trong khoảng 8 phút để tưởng nhớ Floyd.

### Ở những nơi khác trên thế giới

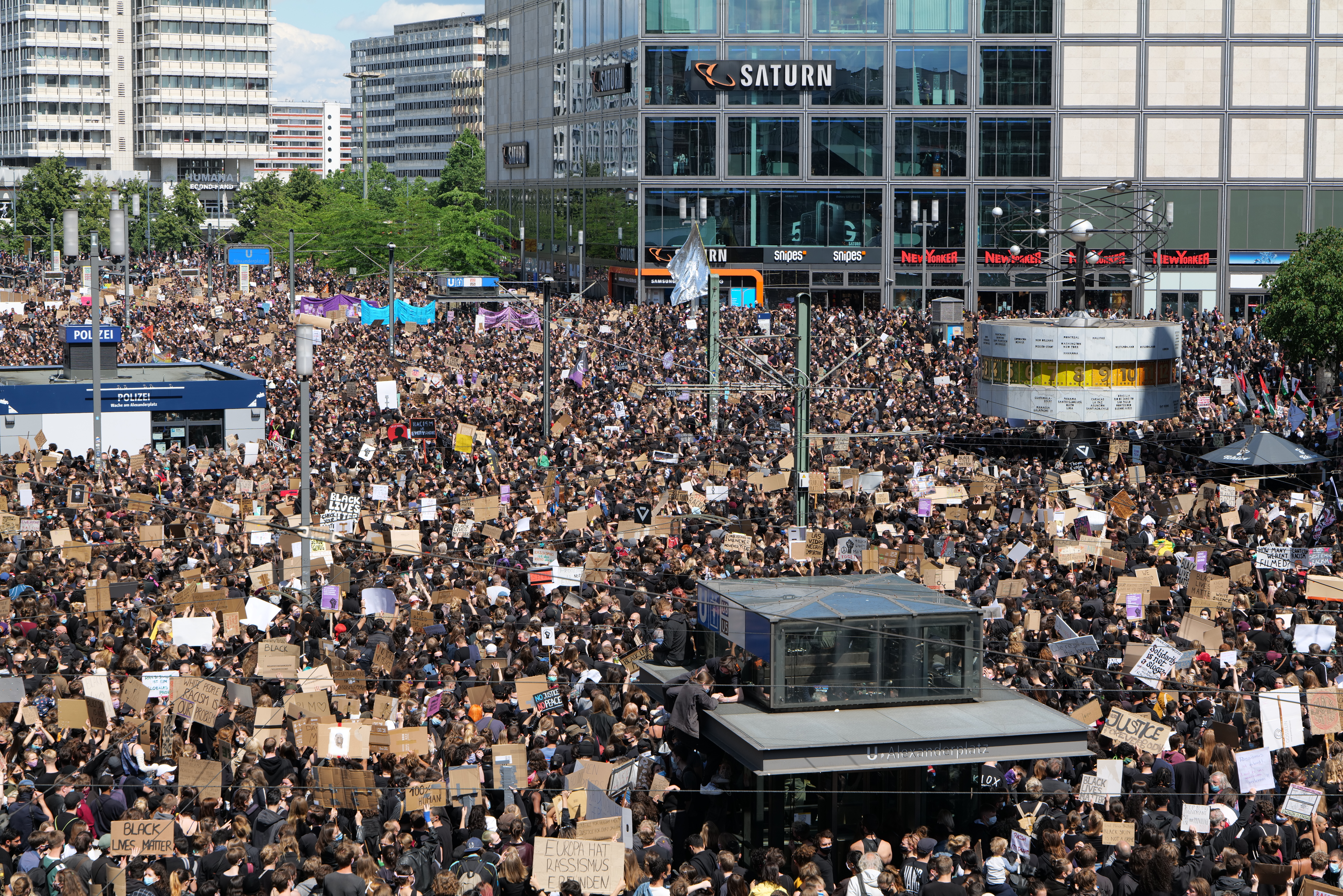
Biểu tình tại Alexanderplatz ở thủ đô Berlin của Đức ngày 6 tháng 6

Biểu tình thể hiện tinh thần đoàn kết với cái chết của Floyd nhanh chóng lan ra toàn thế giới. Biểu tình tại Canada, châu Âu, châu Á, và châu Phi diễn ra, phản đối sự phân biệt chủng tộc và sự bạo hành của cảnh sát, với một số cuộc biểu tình nhằm vào các đại sứ quán của Mỹ.
Trong các ngày 7 và 8 tháng 6, người chơi lướt ván toàn cần tổ chức một "Paddle Out", một phong tục thương tiếc của Hawaii, cho George Floyd và tất cả những người đã chết vì bạo lực cảnh sát. Hành ngàn người tham gia buổi lễ tại Honolulu, Hawaii, La Jolla, bãi biển Hermosa và Santa Monica, California, Galveston, Hackensack, New Jersey, Rockaway Beach, New York, Biarritz, Pháp, Senegal và Úc.

## Kích hoạt lực lượng ngoài địa phương

Các bang huy động Vệ binh Quốc gia để đối phó với biểu tình đến ngày 16 tháng 6

### Bang
Đến đầu tháng 6, ít nhất 200 thành phố ở Hoa Kỳ đã áp đặt lệnh giới nghiêm, trong khi hơn 30 bang và Washington, D.C. huy động hơn 96.000 lính Vệ binh Quốc gia và Vệ binh Tiểu bang. Cuộc triển khai quân này là hoạt động quân sự ngoài chiến tranh lớn nhất lịch sử Hoa Kỳ.

### Liên bang
Tổng thống Mỹ Donald Trump đe dọa triển khai Sư đoàn Không vận 82 và Trung đoàn Bộ binh 3 để giải quyết cuộc bạo loạn, gây ra nhiều tranh cãi. Ngày 3 tháng 6 ông nói "Nếu một thành phố hay tiểu bang không chịu hành động để bảo vệ cuộc sống và tài sản của người dân họ, thì tôi sẽ triển khai quân đội Hoa Kỳ và nhanh chóng giải quyết vấn đề". Để thực hiện điều này cần sử dụng Đạo luật Nổi loạn 1807, vốn được dùng lần gần đây nhất để chấm dứt cuộc bạo loạn Los Angeles 1992 vào ngày 1 tháng 5 năm 1992, bởi Sắc lệnh 12804. Thượng nghị sĩ Arkansas Tom Cotton cũng kêu gọi Sư đoàn Không vận 101 của Lục quân Hoa Kỳ được huy động để dập tắt cuộc bạo loạn, gọi người biểu tình là "những kẻ khủng bố Antifa". Cotton đăng tweet nói "Không tha chết cho những kẻ bạo động, những kẻ vô chính phủ, những kẻ bạo loạn và cướp bóc". Tuy nhiên, nhiều chuyên gia pháp lý nói rằng điều này vi phạm hướng dẫn Luật chiến tranh của Bộ Quốc phòng, Ủy ban Chữ thập đỏ quốc tế (ICRC), và Nghị định II của Công ước Geneva. Cotton sau đó nói ông dùng "không tha chết" (no quarter) theo nghĩa thông tục, nhưng Mark Zaid và Tom Nichols đáp lại rằng định nghĩa pháp lý của cụm từ là một tội phạm chiến tranh. Dân biểu Massachusetts Seth Moulton nói lính liên bang nên "hạ vũ khí xuống" nếu được triển khai.
Ngày 4 tháng 6, cơ quan liên bang dựng khoảng 1,7 dặm (2,7 km) rào chắn xung quanh Nhà Trắng, Quảng trường Lafayette, và The Ellipse. Người biểu tình dùng rào chắn để treo biển hiệu và tranh vẽ thể hiện quan điểm của mình. Ngày 11 tháng 6, số rào chắn này bị dỡ bỏ, và một số biển hiệu được thu thập bởi nhân viên Bảo tàng Smithsonian từ Bảo tàng quốc gia về Lịch sử và Văn hóa người Mỹ gốc Phi. Cục Hải quan và Biên phòng Hoa Kỳ, được phép do thám từ trên không "để hỗ trợ thi hành pháp luật và nỗ lực cứu trợ" khi được yêu cầu, đã cung cấp hình ảnh drone giữa cuộc biểu tình.

#### Cảnh sát liên bang kiểm soát biểu tình
Tính đến ngày 5 tháng 5, 2.950 viên chức hành pháp liên bang từ nhiều cơ quan, bao gồm Cơ quan Mật vụ, Cảnh sát Capital, Cảnh sát Công viên, Cục Hải quan và Biên phòng, Đội Giải cứu Con tin của FBI, Nhóm Ứng phó Chiến dịch Đặc biệt của Cục Tù giam, Đội Phản ứng Đặc biệt của DEA, ATF, và Nhóm Phản ứng Đặc biệt của Cảnh sát Tư pháp Hoa Kỳ, đã được huy động để hỗ trợ chính quyền địa phương, hầu hết đóng quân tại D.C. Quyền hạn pháp lý của DEA được Bộ Tư pháp nâng cấp cho phép theo dõi người biểu tình và có khả năng bắt giữ với lý do không liên quan đến ma túy. Đáp lại, Dân biểu Jerry Nadler và Karen Bass của Ủy ban Tư pháp Hạ viện lên án quyết định này và yêu cầu Giám đốc DEA Timothy Shea trả lời.
Ngày 26 tháng 6, Tổng thống Trump ký một sắc lệnh cho phép các cơ quan liên bang sử dụng nhân lực "để hỗ trợ việc bảo vệ các di tích, tượng đài, đài tưởng niệm, hoặc tài sản Liên bang". Theo sắc lệnh đó, Bộ An ninh Nội địa gửi các sĩ quan Cục Hải quan và Biên phòng đến Portland, Oregon, Seattle, và Washington, D.C. Điều này khác với vai trò thông thường của Bộ An ninh Nội địa là bảo vệ nước Mỹ khỏi những hiểm họa từ bên ngoài, và nhận được một số chỉ trích rằng chính quyền vượt quá quyền hạn của mình và dùng vũ lực quá mức chống lại người biểu tình. Thống đốc Oregon Kate Brown kêu gọi các sĩ quan liên bang thu hẹp lại phạm vi hoạt động và chỉ trích hành động của Tổng thống Trump: "Tổng thống Trump cho đặc vụ liên bang được trang bị tới Portland sẽ chỉ làm gia tăng căng thẳng và, như chúng ta đã thấy hôm qua, chắc chắn sẽ dẫn đến bạo lực và đụng độ không cần thiết".
Từ ít nhất ngày 14 tháng 7, các sĩ quan liên bang không rõ danh tính ngụy trang dùng những xe tải để bắt giữ người biểu tình ở Portland, Oregon—đôi khi còn không giải thích về lý do bắt giữ. Liên đoàn Tự do Dân sự Mỹ (ACLU) gọi những hành động này là bắt cóc vi hiến. Trong tờ The Nation, Jeet Heer cũng gọi những hành động ấy là vi hiến và viết rằng "Việc triển khai sĩ quan liên bang không rõ danh tính đặc biệt tác động xấu tới... Portland và những nơi khác của nước Mỹ, vì nó có thể dễ dàng dẫn đến dân quân cánh hữu cải trang thành giới chức hành pháp và bắt cóc người dân."
Ngày 20 tháng 7, tờ Chicago Tribune báo cáo rằng Bộ An ninh Nội địa chuẩn bị điều 150 đặc vụ liên bang đến Chicago.

## Bạo lực và tranh cãi
Tính đến ngày 22 tháng 6 năm 2020, cảnh sát đã bắt giữ hơn 14.000 người tại 49 thành phố kể từ khi các cuộc biểu tình bắt đầu, với hầu hết các vụ bắt giữ là người dân địa phương vi phạm lỗi nhỏ như không tuân thủ lệnh giới nghiêm hoặc chắn đường. Tính đến ngày 8 tháng 6 năm 2020, ít nhất 19 người đã thiệt mạng trong các cuộc biểu tình trên toàn nước Mỹ. Một số cuộc biểu tình vì cái chết của Floyd, bao gồm ở Chicago, trở thành những cuộc bạo loạn. Ngày 29 tháng 5 năm 2020, lãnh đạo dân quyền Andrew Young nói rằng nổi loạn, bạo lực, và cướp phá "tác động tiêu cực thay vì tích cực đến mục đích" của các cuộc biểu tình. Gia đình George Floyd đã lên án những cuộc biểu tình bạo lực. Một nghiên cứu bởi Dự án dữ liệu sự kiện và vị trí xung đột vũ trang tìm ra rằng khoảng 93% trong số 7.750 cuộc biểu tình từ ngày 26 tháng 5 đến ngày 22 tháng 8 diễn ra ôn hòa và không bạo lực.
Đã có nhiều báo cáo và video về hạnh động hung hãn của cảnh sát sử dụng vũ lực bao gồm "dùi cui, hơi cay, bình xịt hơi cay và đạn cao su lên người biểu tình, người qua đường và phóng viên, thường là không báo trước hoặc không bị khiêu khích". Những vụ việc này đã dẫn đến "mối quan ngại lớn dần về những biện pháp hành pháp thô bạo vốn để giữ trật tự nay lại làm leo thang xung đột". Cảnh sát nói rằng những biện pháp đó là cần thiết để ngăn chặn phá hoại và đốt phá, và rằng các sĩ quan cảnh sát đã bị tấn công bằng đá và chai nước. Ân xá Quốc tế đưa ra phát ngôn kêu gọi cảnh sát dừng phản ứng quân sự quá mức trước cuộc biểu tình.
Ít nhất 66 vụ việc tông xe vào đám đông biểu tình được ghi nhận từ ngày 27 tháng 5 đến ngày 6 tháng 7, trong đó có ít nhất bốn là vô ý và bảy vụ có cảnh sát. Từ năm 2015, những hành vi này đã được kêu gọi chống lại các cuộc biểu tình Black Lives Matter qua các meme "Run Them Over" và "All Lives Splatter" trên mạng, cũng như trên Fox News và mạng xã hội bởi cảnh sát.
Đã có cáo buộc về sự can thiệp của ngoại quốc nhằm khơi mào xung đột trên mạng, với các thế lực bên ngoài đóng vai trò hỗ trợ thay vì quyết định.
Một số nhà phân tích nói rằng không có đủ bằng chứng về sự xen vào của nước ngoài – dù là để lan truyền tin giả hay gây chia rẽ nội bộ – nhưng nói rằng phát biểu và của những nước này liên quan đến chính trị thế giới nhiều hơn.

### Cảnh sát tấn công phóng viên
Theo Tổ chức Theo dõi Tự do Báo chí Hoa Kỳ, ít nhất 100 phóng viên đã bị bắt giữ trong khi đưa tin về các cuộc biểu tình, trong khi 114 người đã bị tấn công bởi cảnh sát. Mặc dù một số phóng viên bị tấn công bởi người biểu tình, hơn 80% các vụ việc sử dụng bạo lực với người của giới truyền thông là do các sĩ quan thi hành pháp luật. Ủy ban Bảo vệ Nhà báo đã cáo buộc các sĩ quan cảnh sát cố tình nhằm vào những đoàn phóng viên để đe dọa họ khỏi đưa tin về các cuộc biểu tình. Một số nhà báo đưa tin về cuộc biểu tình ở Minneapolis bị lính Tuần tra bang Minnesota chọc thủng lốp xe.

### Thương tích do đạn cảnh sát
Trong tuần ngày 30 tháng 5, 12 người biểu tình, nhà báo và người đi đường bị mù một phần sau khi bị bắn bởi đạn cảnh sát. By June 21, at least 20 people had suffered serious eye injuries. Viện Nhãn Khoa Hoa Kỳ đã kêu gọi cảnh sát dừng sử dụng đạn cao su để kiểm soát đám đông, phát biểu rằng "người Mỹ có quyền được nói và tụ tập và nên được sử dụng quyền đó mà không sợ bị mù lòa".

### Thành phần cực đoan
Đã có những cáo buộc về nhiều nhóm cực đoan sử dụng các cuộc biểu tình để che đậy việc nổi loạn khắp nước Mỹ. CNN ban đầu báo cáo ngày 31 tháng 5 rằng "mặc dù sự can thiệp theo cách này có thể đang diễn ra, các quan chức liên bang và địa phương vẫn chưa công bố bằng chứng nào với công chúng."
Một số quan chức và chính trị gia của chính quyền Trump như Thị trưởng thành phố New York Bill de Blasio và Giám đốc FBI Christopher A. Wray đã cáo buộc rằng các nhóm theo "chủ nghĩa vô chính phủ" và "cực đoan cánh tả", bao gồm "Antifa", đang lợi dụng tình hình hoặc gây nên những cuộc bạo loạn. Tuy nhiên, không có bằng chứng về những cá nhân antifa góp phần khơi mào biểu tình hay bạo loạn, cũng như không có bằng chứng antifa có vai trò quan trọng trong các cuộc biểu tình, và chính quyền Trump không viện chứng cứ nào cho những cáo buộc của mình. Đại đa số các cuộc biểu tình diễn ra ôn hòa; trong số 14.000 người bị bắt giữ, hầu hết là vì những vi phạm nhỏ như không tuân thủ lệnh giới nghiêm hay chắn đường. Những người phạm tội nặng hơn như cướp bóc hay phá hoại không theo tổ chức tư tưởng nào, mặc dù một số người bị thúc đẩy bởi hiềm khích với cảnh sát. Các vụ cướp bóc diễn ra thường xuyên bởi các "nhóm tội phạm thông thường" và các băng đảng đường phố và chủ yếu vì mục đích cá nhân chứ không vì lý tưởng nào. Đa số những người theo chủ nghĩa dân tộc da trắng không xuất hiện trong các cuộc chống đối biểu tình, tuy nhiên "một số tội phạm đơn lẻ" bị bắt giữ do gây hại đến người biểu tình.
Theo Viện Nghiên cứu và Giáo dục Nhân quyền (IREHR), sau khi xác định sự hiện diện của những phần tử hay nhóm cực đoan cánh hữu hay cực hữu tại các nơi tụ tập khắp nước Mỹ, tính đến ngày 19 tháng 6 có 136 trường hợp phần tử cực hữu tham gia vào các cuộc biểu tình, và nhiều người khác chưa được xác định. Boogaloo, Three Percenters, Oath Keepers, Proud Boys, neo-Confederates, chủ nghĩa dân tộc da trắng, và nhiều nhóm dân quân cũng được cho là đã tham gia vào một số cuộc biểu tình, chủ yếu ở những thị trấn nhỏ và khu vực nông thôn.
Những nhóm Boogaloo, vốn thường gồm những người ủng hộ súng đạn, chống chính phủ, và cực tả, được ghi nhận ở ít nhất 40 cuộc biểu tình George Floyd, một số có xảy ra tình trạng bạo lực. Sự hiện diện trên mạng của họ đã khiến Facebook và TikTok phải loại bỏ những nội dung kích động và chống chính phủ. Ngày 25 tháng 7 năm 2020, người biểu tình Black Lives Matter Garrett Foster mang vũ khí bị bắn và giết trong một cuộc cãi nhau với một người lái xe môtô ở Downtown Austin. Foster ủng hộ phong trào boogaloo và đã tự nhận quan điểm chống phân biệt chủng tộc, chủ nghĩa tự do và chống cảnh sát trong những bài đăng Facebook của mình. Cảnh sát nói báo cáo ban đầu cho thấy Foster đang mang một khẩu súng trường giống AK-47, và đang đẩy xe lăn của vợ mình trước khi bị giết.
Đến cuối năm 2020, văn phòng Chưởng lý Hoa Kỳ đã kết tội ba người được cho là thành viên của phong trào Boogaloo Bois, đã tham gia nổi loạn ở Minneapolis hồi cuối tháng 5. Một trong số họ, Benjamin Ryan Teeter, 22 tuổi đến từ Hampstead, North Carolina, nhận tội đối với một số cáo buộc tội liên bang. Cơ quan chức năng tin rằng anh đến Minneapolis sau khi Floyd chết để tham gia bạo động và cướp phá, đồng thời dự định phá hủy một tòa xử án.

## Sử dụng mạng xã hội

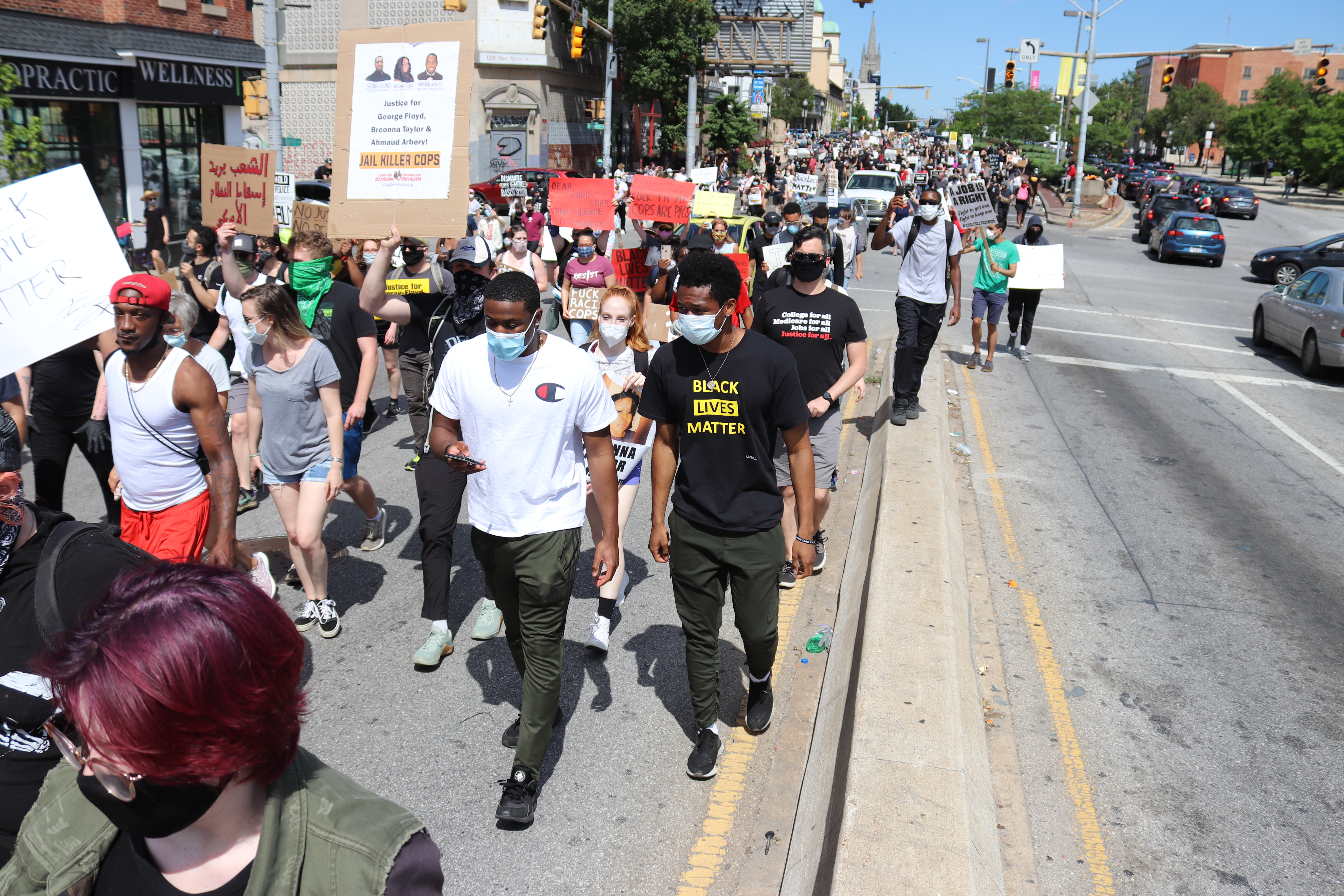
Một cuộc biểu tình George Floyd tại Baltimore ngày 30 tháng 5

Nhiều cá nhân và người nổi tiếng dùng mạng xã hội để ghi lại các cuộc biểu tình, cập nhật thông tin, quảng bá những trang quyên góp, và đăng tưởng niệm tới George Floyd. Sau cái chết của Floyd, một  kiến nghị trên Change.org với tên gọi "Công lý cho George Floyd" được bắt đầu, yêu cầu xét xử cả bốn sĩ quan cảnh sát trong vụ việc. Đơn kiến nghị này trở thành kiến nghị lớn nhất và tăng nhanh nhất trong lịch sử trang web, đạt hơn 13 triệu chữ ký sau hơn một tuần. Trong thời gian này, nhiều video biểu tình, cướp phá và bạo loạn được chia sẻ bởi nhà báo và người biểu tình trở nên viral. Một video quay cảnh một cửa hàng Target ở Minneapolis bị phá hủy và bốc khói trong cuộc biểu tình.
Quyết định của Facebook không xóa hay gán nhãn bài đăng của Tổng thống Trump rằng "When the looting starts, the shooting starts" (tạm dịch: "Khi cướp bóc diễn ra, bắn bỏ diễn ra") nhận nhiều phàn nàn từ những nhân viên Facebook rằng các chính trị gia được miễn trừ khỏi chính sách nội dung của công ty. Các phản ứng bao gồm kiến nghị nội bộ, chất vấn CEO tại tòa nhà nhân viên, một số người đã từ chức, và một cuộc bãi công đã diễn ra.

### Lưu trữ
Một bản remix của bài hát "This is America" của Childish Gambino và "Congratulations" của Post Malone được dùng rộng rãi bởi người biểu tình cho những thước phim biểu tình và cảnh sát trên TikTok. Những người khác dùng trang Twitter cá nhân để đăng video ghi lại cuộc biểu tình để làm nổi bật các hành động của cảnh sát và người biểu tình, đặc biệt là những khía cạnh của cuộc biểu tình mà họ có cảm giác sẽ không được tường thuật lại. Một bức hình cho thấy những phụ nữ biểu tình da trắng khóa tay đứng giữa Cảnh sát Trung tâm Louisville và người biểu tình trở nên viral trên mạng xã hội.
Những hình ảnh sĩ quan cảnh sát "quỳ gối" cùng với người biểu tình và cùng chống lại nạn bạo lực của cảnh sát, với những hashtag như #WalkWithUs, đã lan truyền rộng rãi trên mạng xã hội. Những hành động này được một số người cho là copaganda, nhằm cải thiện hình ảnh với công chúng. Tài khoản mạng xã hội của các sở cảnh sát đăng những hình ảnh hợp tác tích cực giữa cảnh sát và người dân. Trong một số trường hợp, việc thể hiện tình đoàn kết như cảnh sát quỳ gối, được cho là diễn ra ngay trước khi cảnh sát xả hơi cay hoặc sử dụng vũ lực với đám đông người biểu tình.

### Hoạt động Internet

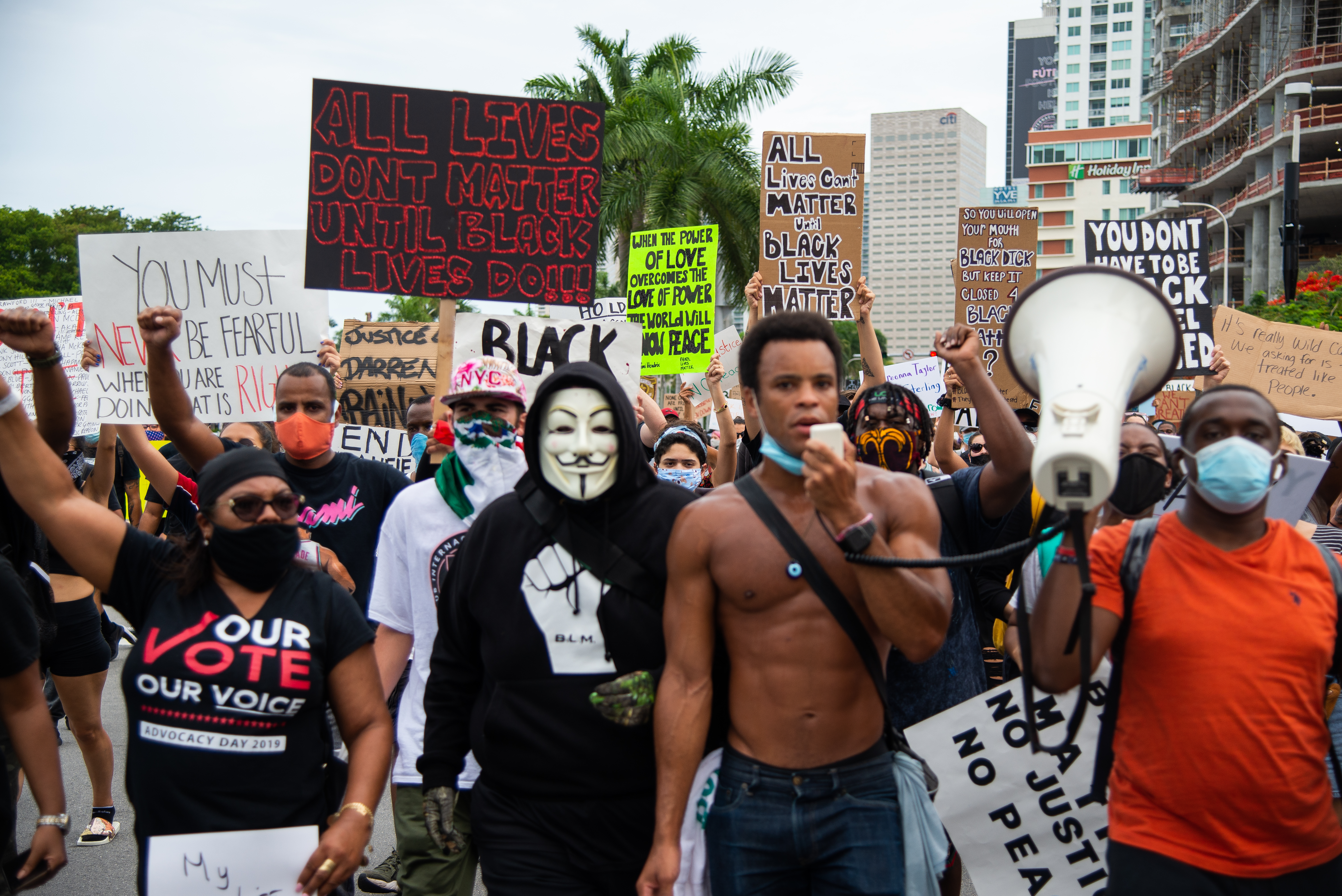
Người biểu tình ở Miami ngày 6 tháng 6

Nhiều tài khoản fan K-pop ở Mỹ tấn công những hashtag cánh hữu và ủng hộ Trump trên mạng xã hội, đăng tải hàng loạt hình ảnh và video của nghệ sĩ yêu thích với những hashtag đó. Người dùng tìm kiếm các hashtag như #WhiteLivesMatter, #WhiteoutWednesday và #BlueLivesMatter chủ yếu chỉ nhận được kết quả là các video nhảy của idol. Sau khi Sở Cảnh sát Dallas yêu cầu người dùng Twitter gửi video về hoạt động bất hợp pháp của người biểu tình qua ứng dụng iWatch Dallas, việc gửi các video K-pop khiến ứng dụng tạm thời bị gỡ bỏ vì "sự cố kỹ thuật".
Ngày 28 tháng 5, nhóm hacktivist Anonymous đăng tải một video lên Facebook và Sở Cảnh sát Minneapolis với tiêu đề "Thông điệp Ẩn danh đến Sở Cảnh sát Minneapolis", trong đó họ nói sẽ trả thù Sở Cảnh sát Minneapolis, và "phơi bày tội ác của họ ra thế giới". Theo Bloomberg, video được đăng lên một trang Facebook Anonymous chưa được xác nhận.

## Thông tin sai lệch

### Phát ngôn chính thức
Thống đốc bang Minnesota Tim Walz suy đoán về "một kế hoạch bài bản nhằm dấy lên bất ổn trong xã hội", nói rằng có đến 80% người biểu tình có thể từ ngoài bang vào, và thị trưởng của St. Paul, Melvin Carter, nói tất cả những người bị bắt tại St. Paul ngày 29 tháng 5 là người bang khác. Tuy nhiên, hồ sơ giam giữ cho thấy phần lớn những người bị bắt là người nội bang. Tại một buổi họp báo cùng ngày, Carter giải thích rằng ông đã "nhận thông tin về dữ liệu bắt giữ khi nghe vắn tin cảnh sát buổi sáng và chỉ biết thông tin là không chính xác sau đó".
Nhiều nhân chứng và phóng viên nói đạn hơi cay được dùng để giải tán đám đông biểu tình ở Quảng trường Lafayette.  Mặc dù vậy, cơ quan Cảnh sát Công viên Hoa Kỳ (USPP), "Sĩ quan USPP và các cơ quan hành pháp hỗ trợ khác không dùng hơi cay hay OC Skat Shells để đóng cửa khu vực công viên Lafayette", nói rằng họ chỉ dùng "bóng ớt" và "lựu đạn khói". Chiến dịch tranh cử tổng thống của Donald Trump yêu cầu các tờ báo rút lại thông tin về việc sử dụng "hơi cay". Tổng thống Trump gọi những báo cáo đó là "giả" và nói rằng "họ không sử dụng hơi cay".

### Thông cáo báo chí
Đêm ngày 31 tháng 5, lúc 11 giờ tối, đèn ở phía bắc Nhà Trắng tắt như thường lệ, trong khi người biểu tình tiếp tục bên ngoài. The Guardian báo cáo sai rằng "trong hoàn cảnh bình thường, chúng chỉ tắt khi một tổng thống qua đời". Một bức ảnh chụp Nhà Trắng năm 2015, được chỉnh sửa để các đèn đã tắt, nhận hàng ngàn lượt chia sẻ trên mạng, bao gồm bởi Hillary Clinton. Mặc dù bức ảnh không chụp tòa nhà nơi diễn ra biểu tình, người phát ngôn Nhà Trắng Hogan Gidley xác nhận rằng các bóng đèn "được tắt vào khoảng 11 giờ hầu như mọi tối".

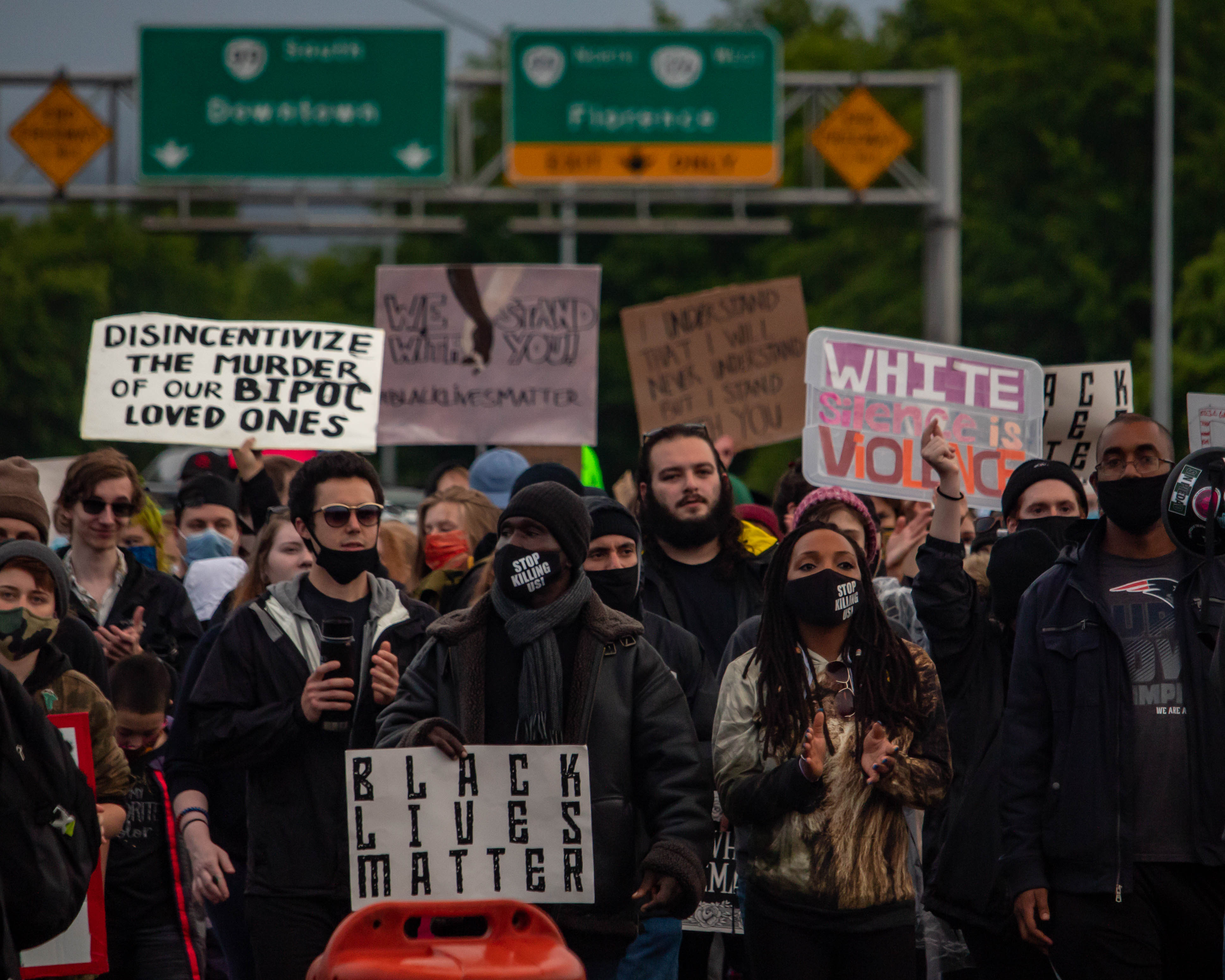
Người biểu tình tại Eugene, Oregon ngày 9 tháng 6

Ngày 6 tháng 6, tờ New York Post ghi nhận một nguồn tin NYPD cho biết số đồng hồ Rolex trị giá 2,4 triệu USD đã bị cướp trong vụ biểu tình từ một cửa hàng Soho Rolex. Tuy nhiên, cửa hàng được đề cập thực chất là một đại lý Watches of Switzerland bác bỏ thông tin bị cướp. Rolex xác nhận rằng "không có bất kỳ đồng hồ nào bị đánh cắp, do cửa hàng không trưng bày cái nào cả".
Một bài báo ngày 12 tháng 6 của tờ The Seattle Times phát hiện rằng Fox News đăng tải một bức ảnh của Vùng Tự trị Capitol Hill đã qua chỉnh sửa và thêm vào một người đàn ông cầm súng trường tấn công. Fox News cũng dùng một bức ảnh đốt phá từ cuộc biểu tình ở Minnesota để minh họa cho bài viết về biểu tình ở Seattle. Fox xóa những tấm hình đó và đưa ra lời xin lỗi, nói rằng bức ảnh đã qua chỉnh sửa là một collage không có đường biên rõ ràng.

### Thuyết âm mưu
Những câu chuyện sai sự thật về "xe buýt Antifa" gây hoang mang ở những hạt nông thôn khắp nước Mỹ, dù không có bằng chứng nào cho thấy chúng tồn tại. Associated Press ghi nhận ít nhất năm hạt nông thôn mà ở đó người dân cảnh báo về những cuộc tấn công sắp diễn ra, tuy nhiên các lời đồn đoán đều không có cơ sở. Vì những tin đồn đó, một số người đã bị quấy rối, bao gồm một gia đình đa sắc tộc ở Forks, Washington.
Một số người dùng mạng xã hội lan truyền hình ảnh thiệt hại từ những cuộc biểu tình hay vụ việc khác, và quy cho các cuộc biểu tình George Floyd. Một số người khẳng định người đàn ông được quay video phá vỡ cửa kính của một cửa hàng AutoZone tại Minneapolis ngày 27 tháng 5 là một sĩ quan cảnh sát Saint Paul; Sở Cảnh sát Saint Paul bác bỏ những cáo buộc này trên Twitter. Ngoài ra, Sở Cảnh sát Saint Paul cũng công bố những thước phim camera an ninh nhằm chứng minh sĩ quan bị cáo buộc phá vỡ cửa kính thực chất ở cách địa điểm xảy ra vụ việc 9 mi (14 km). Người đàn ông phá vỡ cửa sổ AutoZone sau đó được xác nhận là một kẻ kích động da trắng thượng đẳng.
Twitter xóa hàng trăm tài khoản liên quan đến thông tin sai sự thật rằng một vụ mất kết nối liên lạc trong lúc biểu tình ở Washington, D.C., hoặc về việc cơ quan chức năng ngăn không cho người biểu tình giao tiếp qua điện thoại. Ngoài ra, một số tài khoản chia sẻ hình ảnh về một đám cháy lớn gần Tượng đài Washington, thực chất được lấy từ một chương trình truyền hình.
George Soros, một tỷ phú, nhà đầu tư và nhà từ thiện, đã bị cáo buộc sai bởi những người cực hữu và thuyết âm mưu bảo thủ trên mạng xã hội rằng đã điều khiển và viện trợ cho cuộc biểu tình.

## Tác động xã hội

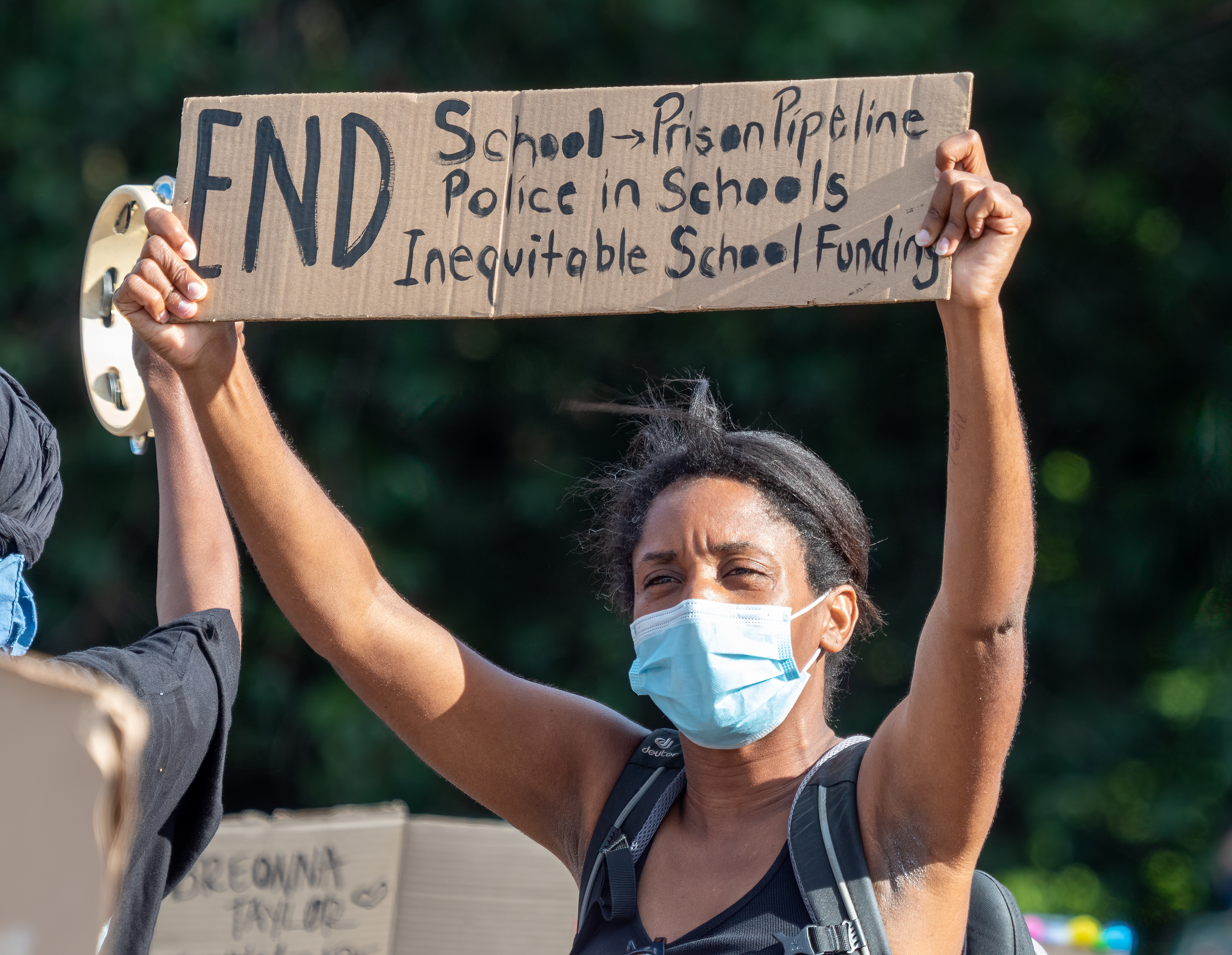
Một người biểu tình ở Thành phố New York giơ một tấm bảng liệt kê một số yêu cầu

Khi cuộc biểu tình diễn ra được một tuần, The Washington Post nói rằng tình hình hiện tại cho thấy status quo đang trải qua một cú sốc, khẳng định "những ngày qua đã cho thấy điều gì đó đang thay đổi. Các cuộc biểu tình lan tới từng ngõ ngách của Hoa Kỳ và chạm đến gần như tất cả mọi phần xã hội". Joe Biden nói với Politico rằng ông đã trải qua một sự thức tỉnh và nghĩ rằng nhiều người Mỹ da trắng khác cũng thế, nói rằng: "Những người bình thường không nghĩ họ mang thành kính trong người, những người không nghĩ mình phân biệt chủng tộc, kiểu như đã bị lột lớp mặt nạ". Nhiều tờ báo và giới học thuật xem cuộc biểu tình như lực đẩy bắt người Mỹ phải đối diện với bất bình đẳng sắc tộc, nạn bạo hành của cảnh sát cũng như các vấn đề xã hội và kinh tế khác. Nhiều người nói sự bất ổn là do hệ thống chính trị và văn hóa hiện thời mang xu hướng bỏ qua, phớt lờ và áp bức người Mỹ gốc Phi. Deva Woodly, Phó Giáo sư Chính trị học tại The New School for Social Research, viết: "Chúng ta đang sống trong một khoảnh khắc mang tính lịch sử toàn cầu". NPR nói "sự thay đổi trong nhận thức dường như đã tràn ra toàn bộ văn hóa quốc gia như một cơn gió bất ngờ".
The New York Times mô tả chuỗi sự kiện sau cái chết của Floyd là "cuộc biểu tình lớn nhất Hoa Kỳ kể từ thời kỳ Quyền Công dân".

### Tác động kinh tế

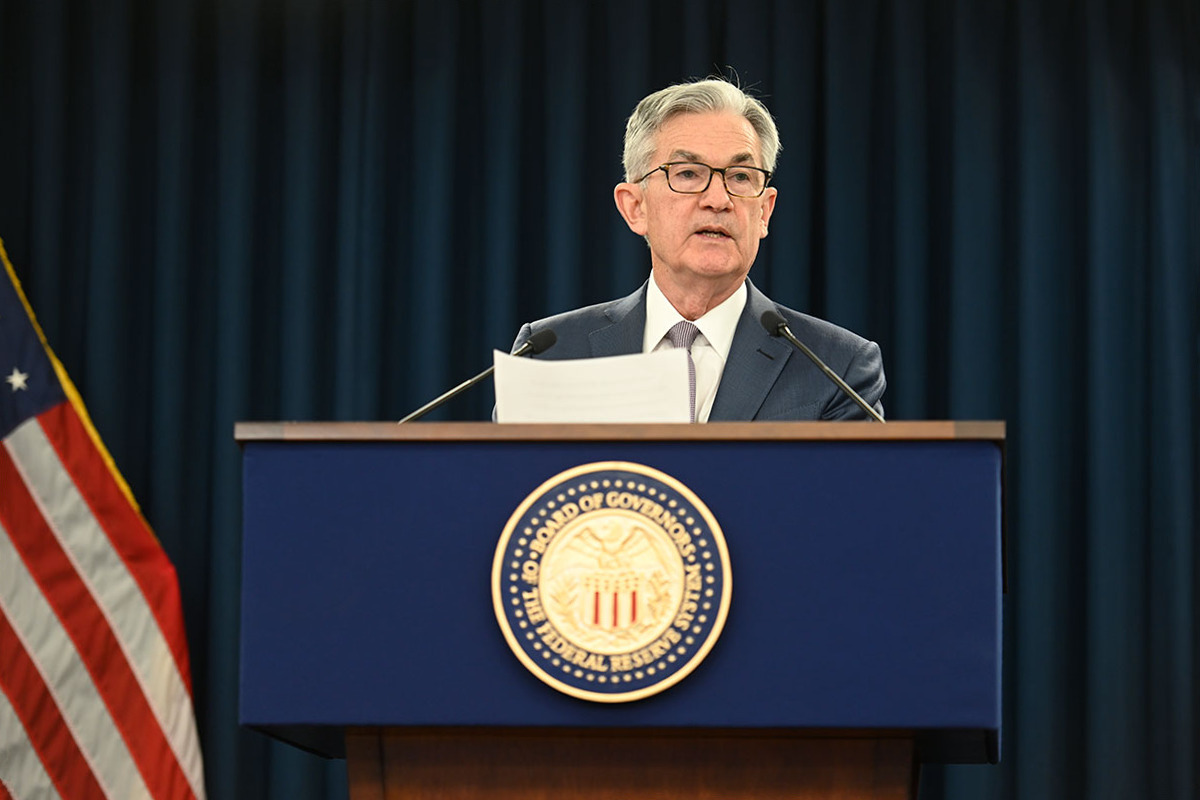
Chủ tịch Cục Dự trữ Liên bang Jerome Powell phát biểu ngày 10 tháng 6 "nạn thất nghiệp cao kỷ lục" trong thời gian trước cuộc biểu tình.

Theo Fortune, tác động kinh tế của các cuộc biểu tình đã làm tệ đi cuộc suy thoái COVID-19 với niềm tin tiêu dùng giảm sút, doanh nghiệp địa phương gặp khó khăn, và cơ sở hạ tầng công cộng chịu tổn thất trên quy mô lớn. Nhiều doanh nghiệp nhỏ vốn đã phải chịu ảnh hưởng của đại dịch COVID-19, chịu thiệt hại từ phá hoại và cướp bóc. Lệnh giới nghiêm được đưa ra để đối phó với cuộc biểu tình và đại dịch cũng đã "giới hạn khu vực kinh doanh" với những nghề thiết yếu, làm giảm đầu ra kinh tế. Ngày 5 tháng 6, sau khi thông báo tỉ lệ thất nghiệp giảm từ 14,7% xuống 13,3%, Tổng thống Donald Trump nói tăng trưởng kinh tế "là điều tuyệt vời nhất [cho quan hệ chủng tộc]" và "George Floyd sẽ tự hào [về tỉ lệ thất nghiệp]". Cùng ngày hôm đó, báo cáo của Cục Thống kê Lao động ước tính tỉ lệ thất nghiệp của người Mỹ gốc Phi (trong hai tuần đầu tiên của cuộc biểu tình) tăng 0,1 điểm phần trăm lên 16,8%.
Thị trường chứng khoán Hoa Kỳ không bị ảnh hưởng, thậm chí tăng, kể từ khi bắt đầu cuộc biểu tình ngày 26 tháng 5 đến ngày 2 tháng 6. Hai tuần đầu tiên của cuộc biểu tình chứng kiến chỉ số S&P 500 tăng 38%. Các cuộc biểu tình đã làm gián đoạn chuỗi cung ứng quốc gia do sự không chắc chắn về an toàn cộng đồng, tái bùng phát COVID-19 và niềm tin tiêu dùng. Một số công ty bán lẻ Fortune 500, với mạng lưới phân phối rộng lớn, đã giảm lượng đơn hàng và đóng cửa cửa hàng ở những khu vực bất ổn. Biểu tình đông đảo – cả ôn hòa và bạo động – đều được cho là liên quan đến niềm tin tiêu dùng và nhu cầu giảm sút do lo sợ về nguy cơ lây nhiễm COVID-19 qua tụ tập đông người.

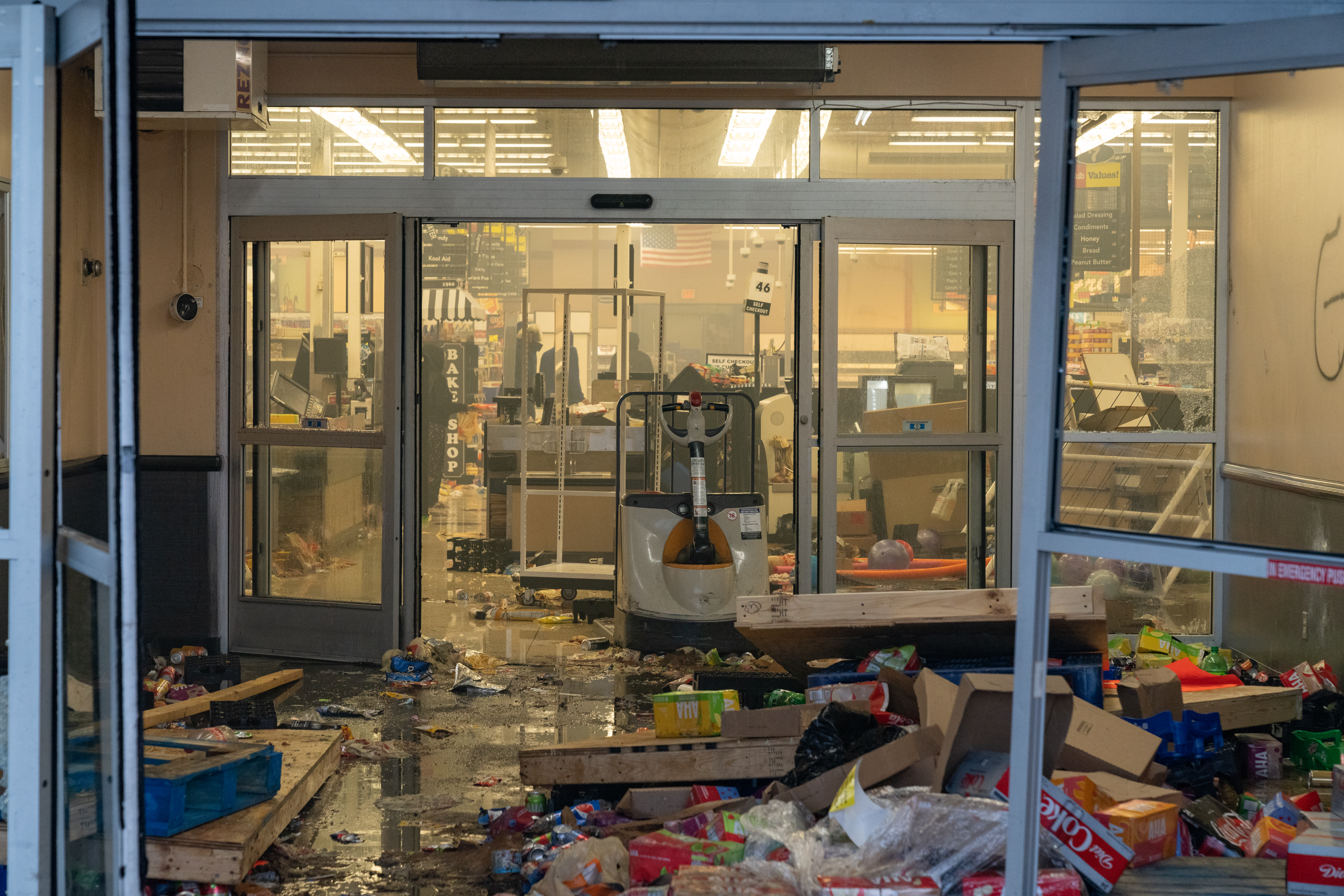
Một siêu thị Cub Foods ở Minneapolis bị cướp phá ngày 28 tháng 5 năm 2020

Phá hoại tài sản quy mô lớn từ cuộc biểu tình đã làm tăng số vụ phá sản, đòi bồi thường bảo hiểm, đồng thời ngăn cản các doanh nghiệp nhỏ và chính quyền địa phương hoạt động. Bồi thường bảo hiểm liên quan đến tài sản phá hoại trong bạo động được cho là đáng kể, thậm chí có thể ở mức kỷ lục. Sở Quy hoạch và Phát triển Kinh tế Thành phố Minneapolis đưa ra ước tính ít nhất 220 tòa nhà và 55 triệu USD tài sản trong thành phố bị phá hoại và đốt phá, chủ yếu ở khu vực Lake Street; quan chức thành phố và tiểu bang đã yêu cầu trợ cấp của bang và liên bang để tái thiết và khắc phục hậu quả. Những ước tính say này đưa con số thiệt hại ở mức 500 triệu đô la Mỹ. Trong số tổn thất có Minnehaha Commons, một dự án tái thiết 189 đơn vị nhà ở phổ cập đang trong quá trình thi công, bị phá hủy vì cháy ngày 27 tháng 5. Một tổ chức cộng đồng tại khu Buckhead thuộc Atlanta nói rằng tài sản trị giá từ 10 triệu đến 15 triệu bị phá hoại trong các ngày 29 đến 31 tháng 5, hầu hết là ở những cửa tiệm dọc Đường Peachtree và Phipps Plaza.
Ngày 31 tháng 5, Walmart đóng cửa tạm thời hàng trăm cửa hàng để phòng trường hợp bất trắc. Amazon thông báo sẽ điều chỉnh một số tuyến giao hàng và thu gọn lại một số khác do bất ổn diện rộng.